# Dillon Francis
Dillon Hart Francis (Los Angeles, 5 ottobre 1987) è un disc jockey, produttore discografico, comico e musicista statunitense.

## Discografia

### Album in studio
- 2018 - WUT WUT
- 2014 - Money Sucks, Friends Rule
- 2015 - This Mixtape Is Fire

### EP
- 2010 - Swashbuckler
- 2011 - Westside!
- 2011 - Ultra (con Cory Enemy)
- 2011 - Bossa Rocka
- 2011 - Que Que (Remixes) (con Diplo feat. Maluca)
- 2012 - Something, Something, Awesome.
- 2012 - Money Makin (Remixes) (con A-Trak)
- 2013 - Without You (Remixes) (feat. Totally Enormous Extinct Dinosaurs)

### Singoli
| Anno | Canzone                                                                              | Label               |
| ---- | ------------------------------------------------------------------------------------ | ------------------- |
| 2011 | "IDGAFOS"                                                                            | Mad Decent          |
| 2012 | "IDGAFOS 2.0"                                                                        | Self-released       |
| 2012 | "Money Makin'" (con A-Trak)                                                          | Fool's Gold Records |
| 2012 | "Masta Blasta (The Rebirth)"                                                         | Mad Decent          |
| 2012 | "Bootleg Fireworks (Burning Up)"                                                     | Fly Eye             |
| 2013 | "Bootleg Fireworks (The Rebirth)"                                                    | Self-released       |
| 2013 | "Messages" (featuring Simon Lord)                                                    | Mad Decent          |
| 2013 | "Flight 4555 (IDGAFOS 3.0)"                                                          | Mad Decent          |
| 2013 | "Without You" (featuring Totally Enormous Extinct Dinosaurs)                         | Mad Decent          |
| 2014 | "Get Low" (con DJ Snake)                                                             | Mad Decent Columbia |
| 2014 | "When We Were Young" (con Sultan & Ned Shepard featuring The Chain Gang of 1974)     | Columbia            |
| 2014 | "I Can't Take It"                                                                    | Columbia            |
| 2014 | "We Make It Bounce" (featuring Major Lazer & Stylo G)                                | Columbia            |
| 2014 | "Get Low (The Rebirth in Paris)" (con DJ Snake)                                      | Mad Decent          |
| 2014 | "Masta Blasta 2.0"                                                                   | Self-released       |
| 2014 | "Set Me Free" (con Martin Garrix)                                                    | Columbia            |
| 2014 | "Love in the Middle of a Firefight" (featuring Brendon Urie dei Panic! at the Disco) | Columbia            |
| 2016 | "Work Me" (featuring Redfoo)                                                         | Columbia            |
| 2020 | Underwater (feat. Meghan Trainor)                                                    |                     |

## Curiosità
Dillon Francis ha fatto un cameo in We Are Your Friends, un film del 2015